# Якість відео
Якість відео (англ. video quality) — це характеристика обробленого відео, як правило, в порівнянні з оригіналом. З моменту запису першої відео послідовності, було розроблено велику кількість систем обробки відео. Різні системи можуть надавати різний вплив на відео послідовність, таким чином вимірювання якості відео — це дуже важлива задача.

## Від аналогового до цифрового відео
За часів аналогових відеосистем було можливо вимірювати якість систем обробки відео шляхом вимірювання частотного відгуку системи на тестовий сигнал.
Зараз, коли цифрове відео витіснило аналогове, виникла необхідність у зміні методів оцінки якості. Продуктивність систем обробки цифрового відео може дуже сильно змінюватися і залежити від динамічних характеристик вхідного відео сигналу (таких, як рух). Тому якість цифрового відео має вимірюватися на відео послідовностях, які можуть отримувати користувачі.

## Об'єктивна якість відео
Об'єктивні техніки вимірювань — це математичні моделі, які вдало моделюють результати суб'єктивної оцінки якості, вони засновані на критеріях і метриках, що можуть бути виміряні об'єктивно. Об'єктивні методи класифікуються згідно з корисністю вихідного відео сигналу, для якого забезпечується висока якість. Тому вони класифікуються за трьома категоріями: повні референсні методи, скорочені референсні методи і нереференсні методи.
Найтрадиційнішим методом вимірювання якості системи обробки цифрового відео (таких як відеокодеки DivX, XviD)) є вимірювання відношення сигналу до шуму та пікове відношення сигналу до шуму між вихідним сигналом і сигналом на виході системи. PSNR — це одна з метрик об'єктивного якості відео. Вона може бути автоматично обчислена комп'ютерною програмою. Але гарний PSNR не завжди гарантує гарну якість, через те що зорова система людини має нелінійну поведінку. Не так давно було розроблено декілька більш складних і точних метрик, наприклад VQM і SSIM.
Всі розглянуті раніше об'єктивні методи вимагають повторення тестів, що проводяться з результатом кодування, для визначення параметрів кодування, які задовольняють певному рівню очікувань користувача, що робить їх швидкість дуже маленькою, такі методи є дуже складними і непрактичними для реалізації в комерційних додатках.
Тому, більшість досліджень направлено на дослідження нових методів об'єктивної оцінки якості, які дозволять прогнозувати сприймаючий рівень якості закодованого відео перед кодуванням.

## Суб'єктивна якість відео
Головною метою безлічі об'єктивних метрик оцінки якості є автоматична оцінка передбачуваного сприйняття користувачами обробленого системою відео. Але найкращим способом визначення думки користувачів це просто запитати їх! Проте іноді, суб'єктивне вимірювання якості відео є важким завданням, оскільки вимагає досвідчених експертів для його оцінки. Більшість «вимірювань суб'єктивного якості відео» описані в рекомендаціях ITU-T BT.500. В їх основі лежить Mean Opinion Score використовувана для аудіо: відео послідовності показуються групі глядачів і потім їх думку усереднюється для того, щоб отримати підсумкову оцінку якості кожної відеопослідовності.